# Daniel Sandu
Daniel Sandu, né le 16 décembre 1977 à Piatra Neamț, est un réalisateur et scénariste roumain.

## Filmographie
réalisateur
- 2017 : À l'ombre des Séraphins (Un pas în urma serafimilor)
- 2014 : Cai putere (Court-métrage)
- 2013 : Vocea a doua (Court-métrage)
- 2011 : Numaratoarea manuala (Court-métrage)
- 2009 : Nimeni nu-i perfect (TV Série TV)
- 2005 : La Bloc (TV Série TV)